# MTV Europe Music Awards/Best Collaboration
Der MTV Europe Music Award für Best Collaboration wurde bei den Verleihungen 2015, 2019, 2020 und 2021 verliehen.

## Übersicht
| Jahr                                                      | Künstler                    | Lied  | Ref |
| --------------------------------------------------------- | --------------------------- | ----- | --- |
| 2015                                                      |                             |       |     |
| Skrillex and Diplo (feat. Justin Bieber)                  | Where Are Ü Now             | [ 1 ] |     |
| David Guetta (feat. Nicki Minaj, Bebe Rexha and Afrojack) | Hey Mama                    | [ 1 ] |     |
| Mark Ronson (feat. Bruno Mars)                            | Uptown Funk                 | [ 1 ] |     |
| Taylor Swift (feat. Kendrick Lamar)                       | Bad Blood                   | [ 1 ] |     |
| Wiz Khalifa (feat. Charlie Puth)                          | See You Again               | [ 1 ] |     |
| 2019                                                      |                             | [ 1 ] |     |
| Rosalía and J Balvin (feat. El Guincho)                   | Con altura                  | [ 2 ] |     |
| BTS and Halsey                                            | Boy with Luv                | [ 2 ] |     |
| Lil Nas X (feat. Billy Ray Cyrus)                         | Old Town Road (Remix)       | [ 2 ] |     |
| Mark Ronson (feat. Miley Cyrus)                           | Nothing Breaks Like a Heart | [ 2 ] |     |
| Shawn Mendes and Camila Cabello                           | Señorita                    | [ 2 ] |     |
| The Chainsmokers and Bebe Rexha                           | Call You Mine               | [ 2 ] |     |
| 2020                                                      |                             | [ 2 ] |     |
| Karol G (feat. Nicki Minaj)                               | Tusa                        | [ 3 ] |     |
| Blackpink and Selena Gomez                                | Ice Cream                   | [ 3 ] |     |
| Cardi B (with Megan Thee Stallion)                        | WAP                         | [ 3 ] |     |
| DaBaby (feat. Roddy Ricch)                                | Rockstar                    | [ 3 ] |     |
| Justin Bieber (feat. Quavo)                               | Intentions                  | [ 3 ] |     |
| Lady Gaga and Ariana Grande                               | Rain on Me                  | [ 3 ] |     |
| Sam Smith and Demi Lovato                                 | I'm Ready                   | [ 3 ] |     |
| 2021                                                      |                             |       |     |
| Doja Cat (feat. SZA)                                      | Kiss Me More                | [ 4 ] |     |
| Black Eyed Peas and Shakira                               | Girl Like Me                | [ 4 ] |     |
| Lil Nas X and Jack Harlow                                 | Industry Baby               | [ 4 ] |     |
| The Kid Laroi and Justin Bieber                           | Stay                        | [ 4 ] |     |
| Silk Sonic                                                | Leave the Door Open         | [ 4 ] |     |
| The Weeknd and Ariana Grande                              | Save Your Tears (Remix)     | [ 4 ] |     |
| 2022                                                      |                             |       |     |
| David Guetta and Bebe Rexha                               | I'm Good (Blue)             |       |     |
| Bad Bunny and Chencho Corleone                            | Me Porto Bonito             |       |     |
| DJ Khaled feat. Drake and Lil Baby                        | Staying Alive               |       |     |
| Megan Thee Stallion and Dua Lipa                          | Sweetest Pie                |       |     |
| Post Malone feat. Doja Cat                                | I Like You (A Happier Song) |       |     |
| Shakira and Rauw Alejandro                                | Te Felicito                 |       |     |
| Tiësto and Ava Max                                        | The Motto                   |       |     |